# Bethlehem (Connecticut)
Bethlehem es un pueblo ubicado en el condado de Litchfield en el estado estadounidense de Connecticut. En el año 2005 tenía una población de 3.596 habitantes y una densidad poblacional de 72 personas por km².

## Geografía
Bethlehem se encuentra ubicada en las coordenadas 41°38′21″N 73°12′31″O / 41.63917, -73.20861.

## Demografía
Según la Oficina del Censo en 2000 los ingresos medios por hogar en la localidad eran de $68,542, y los ingresos medios por familia eran $78,863. Los hombres tenían unos ingresos medios de $51,623 frente a los $37,500 para las mujeres. La renta per cápita para la localidad era de $29,672. Alrededor del 2.6% de la población estaban por debajo del umbral de pobreza.